# Hyalurga fenestra
Hyalurga fenestra is een beervlinder uit de familie van de spinneruilen (Erebidae). De wetenschappelijke naam van de soort is gepubliceerd in 1758 door Linnaeus in de tiende editie van Systema naturae.